# Resolutie 2424 Veiligheidsraad Verenigde Naties
Resolutie 2424 van de Veiligheidsraad van de Verenigde Naties werd op 29 juni 2018 met unanimiteit aangenomen. De resolutie verlengde de sancties tegen gewapende groeperingen in de Democratische Republiek Congo met een jaar.

## Achtergrond
In 1994 braken in de Democratische Republiek Congo etnische onlusten uit, die onder meer werden veroorzaakt door de vluchtelingenstroom uit de buurlanden Rwanda en Burundi. In 1997 beëindigden rebellen de lange dictatuur van Mobutu, en werd Laurent-Désiré Kabila de nieuwe president. In 1998 escaleerde de burgeroorlog toen andere rebellen Kabila probeerden te verjagen. Zij zagen zich gesteund door Rwanda en Oeganda. Toen Laurent-Désiré Kabila in 2001 omkwam bij een mislukte staatsgreep, werd hij opgevolgd door zijn zoon Joseph Kabila. Onder buitenlandse druk werd afgesproken verkiezingen te houden, die plaatsvonden in 2006 en gewonnen werden door Kabila. Intussen bleven nog steeds rebellen actief in het oosten van Congo en bleef de situatie er gespannen.
In 2003 werd een wapenembargo opgelegd tegen alle gewapende groepen die geen deel uitmaakten van de overheid. Ook werden reisbeperkingen en financiële sancties getroffen tegen diegenen die dit embargo schonden. Daarop werd toegezien door een groep van experts. In maart 2017 waren twee leden van die groep vermoord in het zuiden van Congo. Van die executie dook later een video op. In juni verschenen een vijftigtal verdachten voor een militaire rechtbank, maar daarna begon de zaak vertraging op te lopen. Uit onderzoek door de internationale media bleek dat overheidsfunctionarissen en leden van de veiligheidsdiensten betrokken waren.
Intussen liepen de spanningen in Congo op, omdat Joseph Kabila aanbleef als president ondanks dat zijn ambtstermijn in 2016 was verlopen. De leden van de Veiligheidsraad waren het erover eens dat er in december 2018 onverwijld verkiezingen moesten worden gehouden.

## Inhoud
De sancties tegen individuele personen en groepen die de vrede, stabiliteit en veiligheid in Congo ondermijnden werden verlengd tot 1 juli 2019. De lijst met individuele personen en groepen werd onderhouden door het 1533-Comité dat toezag op de sancties. Daarnaast werd ook het mandaat van de expertengroep die onderzoek verrichtte voor het comité verlengd, tot 1 augustus 2019.
De Congolese overheid werd opnieuw gevraagd een onderzoek te verrichten naar de dood van twee leden van de expertengroep en hun vier Congolese begeleiders, en om de verantwoordelijken te berechten.
Lijst ·  2398 ·  2399 ·  2400 ·  2401 ·  2402 ·  2403 ·  2404 ·  2405 ·  2406 ·  2407 ·  2408 ·  2409 ·  2410 ·  2411 ·  2412 ·  2413 ·  2414 ·  2415 ·  2416 ·  2417 ·  2418 ·  2419 ·  2420 ·  2421 ·  2422 ·  2423 ·  2424 ·  2425 ·  2426 ·  2427 ·  2428 ·  2429 ·  2430 ·  2431 ·  2432 ·  2433 ·  2434 ·  2435 ·  2436 ·  2437 ·  2438 ·  2439 ·  2440 ·  2441 ·  2442 ·  2443 ·  2444 ·  2445 ·  2446 ·  2447 ·  2448 ·  2449 ·  2450 ·  2451